# Angie David
Angie David, née en 1978, est une écrivaine et éditrice française, occasionnellement actrice.

## Biographie
Née Motard, à Clermont-Ferrand. (capitale du pneu), Angie David grandit au Vanuatu, puis en Nouvelle-Calédonie. Elle fait ses études de droit à Montpellier.
En 2002, elle entre aux Éditions Léo Scheer. En avril 2004, elle devient secrétaire de rédaction de La Revue littéraire. Elle y publie, aux côtés des autres contributeurs, des critiques ainsi que des entretiens avec, notamment, Éric Rondepierre, Frédéric Beigbeder, Emmanuel Carrère, Camille Laurens, Marie NDiaye, Josyane Savigneau, Tristan Garcia. Elle participe à l'émission Tout arrive sur France Culture en tant que critique littéraire.
En 2004, elle joue dans le film d'Yvan Attal, Ils se marièrent et eurent beaucoup d'enfants, aux côtés de Charlotte Gainsbourg, Alain Chabat et Emmanuelle Seigner[réf. nécessaire].
En 2006, elle est lauréate du prix Goncourt de la biographie pour sa somme consacrée à la figure de l'édition et autrice d'Histoire d'ÔDominique Aury. Angie David publie les romans : Marilou sous la neige (2008) et Kim (2010), et un roman biographique portant sur le destin de Sylvia Bataille, actrice et muse des surréalistes, mariée à Georges Bataille puis à  Jacques Lacan. À l'époque, elle supervise avec Antoine de Baecque l'édition des Dictionnaires Pialat et Eustache.
Depuis 2013, elle est directrice générale des Éditions Léo Scheer, et directrice de publication de La Revue littéraire.
En 2014, elle participe au clip Cocktail Citron, puis en 2018 à celui de Caprice Classic, avec le producteur et musicien DyE[réf. nécessaire].
En mars 2024, dans l'émission de France Inter « Grand bien vous fasse » elle dénigre son patronyme : Motard, sujet de son autofiction La Renommée.

## Publications
- Dominique Aury, La Vie secrète de l'auteur d'Histoire d'O, ELS, Paris, 2006  (ISBN 2756100307).
- Frédéric Beigbeder, ELS, Paris, 2007, 550 p.  (ISBN 2756100927).
- Marilou sous la neige, ELS, Paris, 2008, 328 p.  (ISBN 2756101451).
- Dir. A. de Baecque, Le dictionnaire Pialat, ELS, Paris, 2008, 311 p.  (ISBN 9782756104850).
- Dir. A. de Baecque, Le dictionnaire Eustache, ELS, Paris, 2010, 388 p.  (ISBN 9782756102702).
- Kim, ELS, Paris, 2010, 252 p.  (ISBN 9782756102351).
- Photo. C. Henrot, Lukim Yu, coll. Janvier, ELS, Paris, 2010, 58 p.  (ISBN 978-2-7561-0215-3).
- Sylvia Bataille, ELS, Paris, 2013, 284 p.  (ISBN 9782756104133).
- Dir. Angie David, Réprouvés, bannis, infréquentables, ELS, Paris, 2018, 278 p.
- La Renommée, ELS, Paris, 2024  (EAN 9782756123059)

## Filmographie
- 2004 : Ils se marièrent et eurent beaucoup d'enfants d'Yvan Attal : la maîtresse de Vincent
- 2006 : L'Homme de sa vie de Zabou Breitman : Anne-Sophie
- 2006 : Les Gens dans mon lit de Victoria Cohen (court métrage)